# Калачёвское городское поселение
Калачёвское городско́е поселе́ние — муниципальное образование в составе Калачёвского района Волгоградской области.
Административный центр — город Калач-на-Дону.

## История
Калачёвское городское поселение образовано 20 января 2005 года в соответствии с Законом Волгоградской области № 994-ОД.

## Население
| 2009    | 2010    | 2012    | 2013    | 2014    | 2015    | 2016    |
| ------- | ------- | ------- | ------- | ------- | ------- | ------- |
| 26 344  | ↗27 019 | ↘26 773 | ↘26 314 | ↘25 733 | ↘25 238 | ↘24 846 |
| 2017    | 2018    | 2019    | 2020    | 2021    |         |         |
| ↘24 341 | ↘24 048 | ↘23 917 | ↘23 699 | ↗24 476 |         |         |

## Состав городского поселения
| № | Населённый пункт | Тип населённого пункта        | Население |
| - | ---------------- | ----------------------------- | --------- |
| 1 | Дом отдыха       | посёлок                       | ↗199      |
| 2 | Калач-на-Дону    | город, административный центр | ↗24 277   |